# دهانه رحم

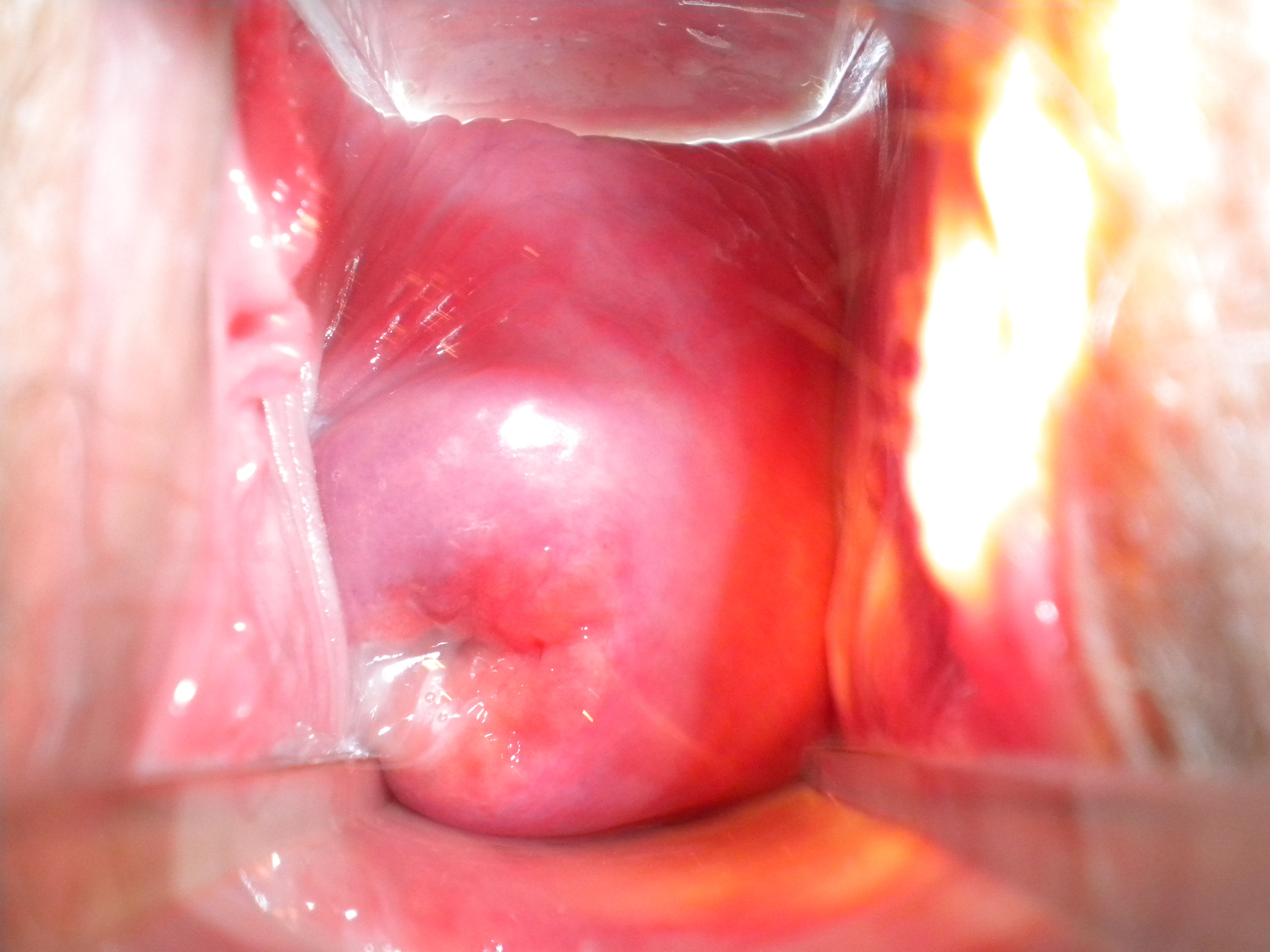

دهانهٔ رحم یا گردن رحم (به انگلیسی: Cervix)، بخش باریک و پایینی رحم است که به انتهای بالایی واژن متصل است.
شکل آن استوانه‌ای یا مخروطی است و توسط دیوارهٔ واژنی قدامی بالا، برآمده شده‌است. تقریباً نصف قدامی طولش با ابزار پزشکی مناسب قابل دیدن است، و باقی در بالای واژن خارج از دید جای می‌گیرد.
سرطان گردن رحم یکی از سرطانهای شایع زنان است که با انجام آزمایش غربالگری پاپ اسمیر امکان تشخیص در مراحل اولیه وجود دارد.

## نگارخانه

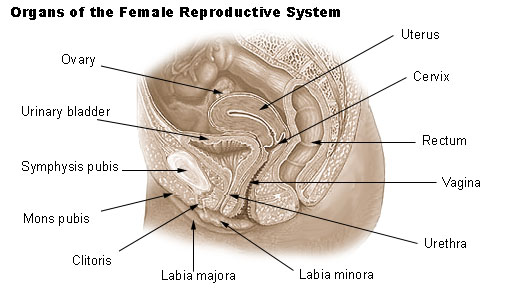
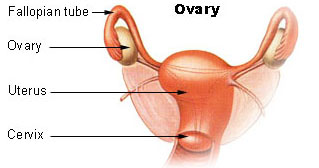